# Ноябрь 2013 года

Список событий ноября 2013 года.

## События
- 1 ноября
  - В Пакистане уничтожен главарь местных талибов Хакимулла Мехсуд в результате удара, нанесённого с воздуха беспилотником ВВС США[1].
- 2 ноября
  - Большая часть Армении оказалась обесточена на 10—15 минут из-за отключения энергосистемы страны от поставщика мощности в Иране[2].
- 3 ноября
  - В Республике Косово прошли местные выборы на фоне нападений на избирательные участки в северных районах, не признающих правительство в Приштине[3].
  - В Африке и акватории Атлантического океана наблюдался редкий вид солнечного затмения — гибридный[4].
- 4 ноября
  - В Москве в районе Люблино прошло согласованное с властями шествие националистов «Русский марш»[5].
  - Гонкуровская премия досталась французскому писателю Пьеру Леметру за роман «До встречи наверху»[6].
- 5 ноября
  - Индия отправила к Марсу свой первый космический зонд «Мангальян»[7].
  - Пакистан испытал баллистическую ракету малой дальности[8].
  - Обнаружена самая большая космическая структура во Вселенной. Структура в виде группы галактик в два раза превышает предыдущего рекордсмена — Громадную группу квазаров — кластер из 73 квазаров, размером в четыре миллиарда световых лет. Новая находка также в 6 раз больше диаметра стены галактик — Великой стены Слоуна, составляющей 1,4 миллиарда световых лет[9].
- 6 ноября
  - В Москве установлен абсолютный температурный рекорд ноября — температура воздуха достигла +14,8 °C[10][11]
  - В Таджикистане прошли президентские выборы[12]. По предварительным данным ЦИК победил действующий президент Эмомали Рахмон[13].
  - Новым мэром Нью-Йорка стал адвокат Билл де Блазио, придерживающийся левых взглядов, первый американский демократ на этом посту с 1989 года[14].
- 7 ноября
  - Олимпийский огонь впервые доставлен на МКС[15]. Двумя днями позже, 9 ноября, незажжённый олимпийский факел был символически вынесен в открытый космос[16].
  - Матч за звание чемпиона мира по шахматам 2013 между действующим чемпионом мира Вишванатаном Анандом (Индия) и претендентом Магнусом Карлсеном (Норвегия) начался в индийском городе Ченнаи[17].
  - Не дожив 1 дня до 84-летия, умер бронзовый призёр зимних Олимпийских игр советский хоккеист и хоккейный тренер, заслуженный тренер СССР Николай Иванович Карпов[18].
  - В Бангладеш более 150 пограничников приговорены к смертной казни за участие в заговоре 2009 года[19].
  - Крупные потрясения рынков вызвало Советом управляющих Европейского центрального банка решение снизить на 25 пунктов до 0,25 % учётную ставку по евро[20].
- 8 ноября
  - Три российские ходока — олимпийская чемпионка, трёхкратная чемпионка мира Ольга Каниськина, олимпийский чемпион, двукратный чемпион мира Валерий Борчин и двукратный призёр Олимпийских игр, вице-чемпион мира Денис Нижегородов завершили свою спортивную карьеру[21].
- 9 ноября
  - На Таганско-Краснопресненской линии Московского метрополитена открылись станции метро «Лермонтовский проспект» и «Жулебино» (189-я и 190-я станции московского метро)[22][23].
  - На Филиппинах в результате тайфуна Йоланда погибли 5560 человек, ущерб оценивается в 787 миллионов долларов[24].
  - Повторные президентские выборы на Мальдивах[25].
  - Представительница Венесуэлы Габриэла Ислер стала победительницей конкурса Мисс Вселенная, который впервые прошёл в Москве[26].
- 10 ноября
  - В Сомали от урагана погибли около 300 человек[27].
  - Президент Венесуэлы Николас Мадуро велел армейским частям захватить популярную сеть магазинов электроники, чтобы устроить распродажу товаров по «справедливой цене»[28].
  - Художник Пётр Павленский провёл в Москве акцию «Фиксация»[29].
- 11 ноября
  - Спутник GOCE прекратил своё существование, сгорев в плотных слоях атмосферы[30].
  - Авигдор Либерман вновь утверждён на посту министра иностранных дел Израиля, после того как суд Иерусалима признал его невиновным в злоупотреблении общественным доверием, из-за чего он подал в отставку в декабре 2012 года[31].
  - В Варшаве открылась конференция ООН по вопросам изменения климата[32].
  - Космический корабль Союз ТМА-09М совершил посадку в казахстанской степи. Экипаж посадки Фёдор Юрчихин, Карен Найберг, Лука Пармитано[33].
  - Международный суд ООН постановил, что Камбоджа после затяжного пограничного спора с Таиландом обладает суверенитетом над спорной территорией около 1000-летнего храма Преах Вихеар[34].
- 12 ноября
  - В ЮАР в результате ДТП погибли 29 человек, ранены около 20[35].
  - Картина Триптих Фрэнсиса Бэкона «Три наброска к портрету Люсьена Фрейда» продана на аукционе Кристис за рекордную в истории аукционов сумму в 142 млн долларов[36].
- 13 ноября
  - Два истребителя Hawk ВВС Финляндии столкнулись в воздухе в районе города Каухава; один из пилотов погиб[37].
  - В Индии в результате ДТП погибли 14 рабочих[38].
- 16 ноября
  - Второй тур президентских выборов на Мальдивах[39]. Новым президентом страны избран Абдулла Ямин Гаюм[40].
  - Под Махачкалой в ходе спецоперации ликвидирован Дмитрий Соколов — муж террористки-смертницы, взорвавшей автобус в Волгограде, взявший на себя ответственность за подготовку теракта[41].
  - В ходе вооружённых столкновений в ливийской столице Триполи погибли 45 человек, ранены около 400[42].
  - В Северодвинске был передан ВМС Индии авианосец «Викрамадитья»[43].
- 17 ноября
  - В Багдаде произошла серия взрывов. Погибли 17 человек, ранены около 50[44].
  - В Казани при заходе на посадку потерпел катастрофу Boeing 737, 44 пассажира и 6 членов экипажа погибли[45].
  - Вступил в должность новый президент Мальдив Абдулла Ямин[46].
  - У берегов Калифорнии беспилотник врезался в крейсер «Ченслервилл» ВМС США[47].
  - Президентские и парламентские выборы в Чили[48].
  - Георгий Маргвелашвили вступил в должность нового президента Грузии[49].
  - Вступила в силу новая Конституция Грузии[50].
  - В результате наводнения во Вьетнаме погибли 28 человек, есть пропавшие[51].
- 18 ноября
  - Новым премьер-министром Грузии стал Ираклий Гарибашвили[52].
  - На юге Йемена убиты 8 полицейских[53].
  - Запуск автоматической межпланетной станции MAVEN к Марсу для исследования его атмосферы[54].
  - В России могли запретить доступ к Google Plus[55].
- 19 ноября
  - Новым главой правительства Аргентины стал Хорхе Капитанич[56].
  - Парламентские выборы в Непале[57].
  - В Бейруте (Ливан) произошло два теракта, погибли около 10 человек[58].
  - На острове Сардиния (Италия) в результате наводнения погибли 16 человек[59].
  - Собрание акционеров финской Nokia одобрило продажу американской корпорации Microsoft телефонного бизнеса своей компании[60].
- 20 ноября
  - В Алжире 12 человек погибли в результате празднеств в связи с выходом сборной по футболу на мировое первенство.[61]
  - Во время испытаний противоракетной системы ВМС США «Иджис» ракета врезалась в эсминец.
  - Генеральный синод Церкви Англии подавляющим большинством проголосовал за предоставление женщинам права рукоположения в епископский сан[62].
- 21 ноября
  - Корпорация AOL объявила о закрытии проекта по разработке плеера Winamp[63].
  - В число лауреатов премии Рунета 2013 года вошли телеканал «Дождь» и социальная сеть «Кибердружина»[64].
  - В Риге в результате обрушения торгового центра Maxima погибли 54 человека, 40 получили ранения[65].
  - Рэпер Фаррелл Уильямс выпустил первый в мире 24-часовой клип на свой новый сингл Happy[66].
  - Премьер-министр Чада Джимрангар Даднаджи ушёл в отставку. Новым премьер-министром назначен Кальзеубе Пахими Деубе[67].
  - На Украине начались массовые акции протеста как реакция на решение Кабинета министров Украины о приостановлении процесса подготовки к подписанию соглашения об ассоциации между Украиной и Евросоюзом[68][69].
- 22 ноября
  - В Санкт-Петербурге (Россия) открыт чемпионат мира по самбо[70].
  - Новым чемпионом мира по шахматам стал Магнус Карлсен (Норвегия)[71].
  - В КНР произошёл взрыв на нефтепроводе, погибли 47 человек[72].
- 23 ноября
  - Сильнейший шторм обрушился на запад США (Калифорния), погибли 5 жителей[73].
  - Премьер-министром Таджикистана стал Кохир Расулзада[74].
  - Хоккеисту Семёну Варламову предъявили официальные обвинения в домашнем насилии.[75]
  - Статуэтку «Эмми» 50-х годов обнаружил житель Нью-Йорка на помойке.[76]
  - В Мавритании прошёл 1-й тур парламентских выборов[77].
- 24 ноября
  - В Гондурасе президентские и парламентские выборы[78]. По предварительным данным президентом страны избран Хуан Орландо Эрнандес[79].
  - Парламентские выборы в Мали[80].
  - Исполняющий обязанности президента Египта Адли Мансур подписал указ, запрещающий проводить митинги и другие массовые акции без предварительного разрешения со стороны полиции[81].
  - Иран и международное сообщество в лице государств группы 5+1 (США, Россия, Китай, Франция, Великобритания, плюс Германия) пришли к соглашению, снять с Ирана часть санкций в обмен на остановку обогащения урана до уровня выше, чем 5 процентов и другие ограничения ядерной программы[81].
- 25 ноября
  - Филадельфия стала первым городом, совет которого проголосовал за полный запрет печати оружия при помощи 3D-принтеров[82].
  - Министр культуры Анголы Роза Круз да Силва заявила, что министерство юстиции и прав человека Анголы объявило ислам запрещённой религией[83].
  - В поселении Лумбини (Непал), международная команда археологов обнаружила доказательства наличия деревянного строения (вероятно древнейшего буддистского храма) на месте существующего ныне храма Майя-Деви[84].
- 26 ноября
  - Франция объявила о планах отправить военных в Центральноафриканскую республику для участия в продолжающемся там конфликте[85].
  - В рамках подготовки к референдуму об отделении в Шотландии была обнародована «Белая книга» — 670-страничный план достижения независимости[86].
- 27 ноября
  - Премьер-министр Латвии Валдис Домбровскис объявил об уходе в отставку, в связи с обрушением торгового центра Maxima в Золитуде[87].
  - Цена одного биткойна, по оценке одной из главных бирж криптовалюты Mt.Gox, превысила отметку в одну тысячу долларов[88].
  - Сенат парламента Италии в ходе открытого голосования большинством голосов принял решение лишить экс-премьера страны Сильвио Берлускони статуса сенатора, вместе с должностью экс-премьер утратил также парламентский иммунитет[89].
- 28 ноября
  - При прохождении перигелия полностью распалось ядро кометы C/2012 S1 (ISON)[90]. Ожидалось, что комета могла стать Большой кометой 2013 года, а также самой яркой кометой первой половины XXI века[91][92].
  - В Иране (Бушер) в результате землетрясения погибли 7 человек[93].
  - Рахил Шариф назначен главнокомандующим армией Пакистана[94].
- 29 ноября
  - В ночь с 29 на 30 ноября произошло крушение полицейского вертолёта[англ.] в Глазго, Шотландия, который в результате аварии рухнул на крышу паба. 8 человек погибли, ещё 32 человека ранены[95].
  - На саммите ЕС в Вильнюсе представители Евросоюза не смогли убедить Виктора Януковича в необходимости подписания соглашения об ассоциации Украины с ЕС, в то же время Молдавия и Грузия предварительно утвердили аналогичное соглашение[96].
  - На севере Намибии произошла катастрофа мозамбикского самолёта, погибли 34 человека.
- 30 ноября
  - В результате массовых беспорядков в столице Таиланда Бангкоке погибли 6 человек[97].
  - В Киеве (Украина) прошёл 11-й Детский конкурс песни Евровидение[98]. Победу одержала представительница Мальты Гайя Кауки[99].
  - На стадионе «Олд Траффорд» в Манчестере состоялся финал Чемпионата мира по регбилиг в котором сборная Австралии вернула себе звание чемпиона мира[100].
  - Евромайдан: разгон палаточного лагеря и столкновения с силовиками на Майдане.
  - После мероприятия благотворительного фонда «Reach Out Worldwide», в результате автомобильной аварии, умер американский киноактёр Пол Уокер